# Euphorbia baylissii
Euphorbia baylissii es una especie fanerógama perteneciente a la familia Euphorbiaceae. Es endémica de la Mozambique.

## Descripción
Es un pequeño arbusto erecto con tallo suculento con espinos. Alcanza un tamaño de 0,3-1,8 m de altura, por lo general con un solo tallo, poco ramificado, tallos y ramas constreñidas en los intervalos (por lo general distante) con 4 dientes prominentes, como los ángulos laterales.

## Ecología
Se encuentra en las dunas litorales de arena blanca, donde hay mucha sombra de la maleza de las hojas perennes de Androstachys johnsonii, árbol de vida gregaria en parches del bosque cerrado y oscuro no muy lejos del mar); a una altitud de 0-100 m alt.

## Taxonomía
Euphorbia baylissii fue descrita por Leslie Charles Leach y publicado en Journal of South African Botany 30: 213–217, pl. XXVII, f. 2. 1964.
Etimología
Euphorbia: nombre genérico que deriva del médico griego del rey Juba II de Mauritania (52 a 50 a. C. - 23), Euphorbus, en su honor – o en alusión a su gran vientre – ya que usaba médicamente Euphorbia resinifera. En 1753 Carlos Linneo asignó el nombre a todo el género.
baylissii: epíteto otorgado en honor del recolector de plantas Douglas Abbot Bayliss (1909 - 1994)